# Try Again (låt med Dilba)
Try Again är en låt skriven samt producerad av Niklas Petterson och Linda Sonnvik framförd av Dilba i den första deltävlingen av Melodifestivalen 2011 i Luleå som bidrag nummer 1 och öppnade därmed hela festivalen. Låten fick en sistaplacering i deltävlingen och kom därmed inte vidare till finalen i Globen. Vecka 7 samma år gick låten in på Digilistans 2:a plats.
Låten gick in på Svensktoppen den 6 mars 2011. 
Låten toppade också iTunes försäljning ett flertal dagar i sträck. På Labyrint vecka 7 2011 röstades låten fram som etta.
"Try Again" är släppt även som EP där fyra versioner av låten ingår.
Under Melodifestivalen 2012 var låten med i "Tredje chansen" och tolkades då i pausen av Meja och The Soundtrack of Our Lives under första deltävlingen i Växjö. Gruppen släppte även låten som singel.

## Listplaceringar
| Lista (2011) | Topplacering |
| ------------ | ------------ |
| Sverige      | 20           |

### Fotnoter
1. ↑  ”Svensktoppen”. 6 mars 2011. http://sverigesradio.se/sida/topplista.aspx?programid=2023&date=2011-03-06. Läst 22 maj 2011.
2. ↑  Ekelund, Emmy (8 februari 2011). ”Nu toppar Dilbas låt Itunes-listan”. expressen.se. http://www.expressen.se/noje/melodifestivalen/nu-toppar-dilbas-lat-itunes-listan/. Läst 23 juni 2014.
3. ↑  ”Revansch och supersuccé för Dilba och Le Kid!”. labyrint.nu. http://www.labyrint.nu/topp20.asp?listid=516. Läst 23 juni 2014.
4. ↑  Sitepu, Lania (29 januari 2012). ”Soundtrack of Our Lives och Meja i årets första mellanakt”. svt.se. http://www.svt.se/melodifestivalen/20120129160400/soundtrack_of_our_lives_och_meja_i_arets_forsta_mellanakt. Läst 23 juni 2014.
5. ↑  Listplacering Arkiverad 29 november 2014 hämtat från the Wayback Machine.